# 伊塔廷
伊塔廷（葡萄牙語：Itatim）是巴西巴伊亚州的一个市镇。总面积574.259平方公里，总人口14633人，人口密度25.5人/平方公里。